# Prawo komunikacji elektronicznej
Prawo komunikacji elektronicznej – (ustawa z dnia 12 lipca 2024 roku - Prawo komunikacji elektronicznej) – akt prawny regulujący zasady komunikacji elektronicznej obowiązujący w Polsce. 
Prawo komunikacji elektronicznej implementuje do polskiego porządku prawnego dyrektywę Parlamentu Europejskiego i Rady (UE) 2018/1972 z dnia 11 grudnia 2018 r. ustanawiającą Europejski kodeks łączności elektronicznej (w skrócie EKŁE (CELEX: 32018L1972). 
Prawo komunikacji elektronicznej zastąpiło dotychczas obowiązującą ustawę z dnia 16 lipca 2004 r. Prawo telekomunikacyjne (Dz.U. z 2022 r. poz. 1648). Celem opracowania nowej ustawy sektorowej było wdrożenie do polskiego porządku prawnego rozwiązań prawnych zawartych w EKŁE. Zgodnie z art. 124 ust. 1 EKŁE Państwa Członkowskie od dnia 21 grudnia 2020 r. zobowiązane są stosować przepisy ustawowe, wykonawcze i administracyjne implementujące EKŁE.
Nowa ustawa ma za zadanie, co najważniejsze, uregulować sprawy dotyczące wykonywania działalności polegającej na świadczeniu usług komunikacji elektronicznej, regulowania rynku komunikacji elektronicznej, praw i obowiązków użytkowników urządzeń radiowych i użytkowników końcowych, przedsiębiorców komunikacji elektronicznej oraz rozszerzyć zasady przetwarzania danych telekomunikacyjnych, a także ochrony tajemnicy komunikacji elektronicznej. 